# 赤穂義士祭
赤穂義士祭（あこうぎしさい）は、兵庫県赤穂市で毎年赤穂義士たちが討ち入りを果たした12月14日に行われる祭りである。1903年（明治36年）から行われており、100回を超える赤穂市最大のイベントとして盛大に行われる。

## 概要
最大の目玉である忠臣蔵パレードは、市内小学生による金管バンドパレードを皮切りに、東映剣会による「殺陣」、色艶やかなお姫様衣装を身にまとった赤穂義士娘による「義士娘人力道中」、当時の赤穂藩主の参勤交代を偲ばせる「大名行列」、歌舞伎や文楽、講談などに登場する忠臣蔵ゆかりの人物などに扮してパレードコースを練り歩く「義士伝行列」、殿中刃傷の場や討ち入りの場など忠臣蔵の7つの名場面をそれぞれの車上で演じる「山車」、そして意気揚々と芝高輪泉岳寺へと向かう四十七義士に扮した「義士行列」へと続き、沿道を埋めつくした数万人の観客を元禄絵巻さながらの世界へと誘う。

このほか、義士が眠る花岳寺の追慕法要、義士を祀る大石神社の祭典、近隣の市町村や義士親善友好都市により行なわれる「忠臣蔵交流物産市」などが催される。
また、12月14日の赤穂義士祭までの1週間を、「忠臣蔵ウイーク」とし、期間中は、市内各所で連日多彩なイベントが行なわれる。

### 内容
- 開催場所 - 息継ぎ広場、お城通り周辺
- 主催 - 赤穂義士祭奉賛会

忠臣蔵ウイーク
毎年、義士祭までの１週間を忠臣蔵ウイークとし、“ALL AKO～播州赤穂のすべてをすべての播州赤穂で～”をテーマに、100近い団体や店舗のウィーク期間限定企画と、数々の多彩な催しが連日市内各所で行われる。直近に実施されたイベントは「忠臣蔵ウイーク2019」
義士追慕の前夜祭
大石神社周辺や花岳寺門前の御成道では、義士行灯・竹灯篭などのろうそくやイルミネーションでライトアップされた中を提灯行列などが行われる。また、イベント各所では恒例となった、かす汁、とん汁、ニラ雑炊や討ち入りそば、茶席などの温かいおもてなしがある。
赤穂義士祭（例年12月14日予定）
忠臣蔵交流物産市
赤穂城跡三の丸／武家屋敷公園において、全国の忠臣蔵サミット参加加盟都市と赤穂市とゆかりの深い関係市町が多数出展する。特設ステージでは参加各地の郷土芸能や催しの他、ゆるキャラなどが参加して観光PRや物産の販売、ご当地グルメのおもてなしなどで賑わう。

### 特別招待・演出
- 平成13年（2001年）第98回赤穂義士祭：薬師丸ひろ子スターパレード。前夜祭義士追慕の470発の花火打ち上げ。
- 平成14年（2002年）第99回赤穂義士祭：津川雅彦スターパレード。討ち入り300周年記念 大手門に人工雪演出。佐々淳行講演会開催。
- 平成15年（2003年）第100回赤穂義士祭：義士祭100回を記念して、赤穂市の姉妹都市であるロッキングハム市（オーストラリア）からバグパイプバンドがパレードに特別参加。
- 平成16年（2004年）第101回赤穂義士祭：かたせ梨乃スターパレード。東映剣会による殺陣が始まり寺島進らが出演。パレードコースが、改修されたお城通りを直進するルートに変更。義士行列に市外公募で初の外国人義士が参加。
- 平成17年（2005年）第102回赤穂義士祭：荻野目慶子スターパレード。
- 平成18年（2006年）第103回赤穂義士祭：宇崎竜童スターパレード。剣会殺陣で、斬られ役名俳優福本清三出演。イルミネーションによる光の天守閣(二層)が初登場。
- 平成19年（2007年）第104回赤穂義士祭：藤田まことスターパレード。義士行列の堀部安兵衛役で中西清起が参加。
- 平成20年（2008年）第105回赤穂義士祭：義士行列の冨森助右衛門役で義士友好親善都市の加西市から中川暢三市長(当時)が参加。20数年ぶりにかつら、ドーランを復活。
- 平成21年（2009年）第106回赤穂義士祭：義士行列において、矢田五郎右衛門助武役でパク・ジュニョン(赤穂観光大使)、大高源五忠雄役で仲田幸司が参加。この年より浜村淳(赤穂観光大使)による、忠臣蔵パレードの総合司会が始まる。
- 平成22年（2010年）第107回赤穂義士祭：富司純子スターパレード。剣会の殺陣で、大衆演劇「都劇団」座長都若丸(赤穂観光大使)初参加。
- 平成24年（2012年）第109回赤穂義士祭：彦根鉄砲隊ひこにゃん特別参加。忠臣蔵ウィークが初めて開催される。森村誠一講演会開催。
- 平成25年（2013年）第110回赤穂義士祭：松平健が義士行列に大石内蔵助役で参加。赤穂義士祭110回記念。息継ぎ井戸横に観覧席が設置されたのに伴い、本部席も移動。
- 平成26年（2014年）第111回赤穂義士祭：松平健が義士行列に大石内蔵助役で2年連続参加。赤穂城の光の演出にプロジェクションマッピング『赤穂絢爛ノスタルジア』[4]上映。
- 平成27年（2015年）第112回赤穂義士祭：西郷輝彦が義士行列の大石内蔵助役で参加。光の天守閣10周年記念特別企画として、音と光と映像のコラボレーション『忠臣蔵　Ukiyoe』[5]開催。愛知県西尾市より三州吉良太鼓パレード初参加。大石神社拝殿前にて、京都山科こども歌舞伎奉納演技。
- 平成28年（2016年）第113回赤穂義士祭：義士行列の大石内蔵助役に、歌舞伎役者で俳優の二代目中村梅雀参加。義士外伝行列が4年振りに復活。赤穂城跡本丸と二之丸庭園にて「幻燈庭園」を開催。
- 平成29年（2017年）第114回赤穂義士祭：中村梅雀、義士行列の大石内蔵助役で2年連続参加。
- 平成30年（2018年）第115回赤穂義士祭：義士行列の大石内蔵助役で俳優の高橋英樹が初参加。赤穂市の姉妹都市ロッキングハム市（オーストラリア）の訪問団がパレードに特別参加。パレードの司会進行アナウンスに、赤穂観光大使・もりいくすお（森井久寿生）が初担当。
- 令和元年（2019年）第116回赤穂義士祭：俳優の高橋英樹氏が、2年連続で義士行列の大石内蔵助役を務めた。パレードの司会進行アナウンスに、もりいくすおが、昨年に引き続いて務め、アシスタントには歴史アイドルの小日向えりが花を添えた[6][7]。
- 令和2年 （2020年）第117回赤穂義士祭：新型コロナウイルス感染症の収束が見通せない状況が続くためパレード、会場行事を中止。義士追慕の祭典及び法要については実施。殆どの行事が中止になる中、赤穂城南緑地公園野球場において赤穂義士鎮魂の花火47発がサプライズとして打ち上げられた。
- 令和3年 （2021年）第118回赤穂義士祭：コロナ感染症に備え規模を縮小・マスク着用で県立赤穂高校の生徒たちが四十七士にふんして赤穂城跡を練り歩いた。パレード、会場行事は昨年に引き続き中止[8]。
- 令和4年 （2022年）第119回赤穂義士祭：義士行列の大石内蔵助役で俳優の中村雅俊が初参加。コロナ感染症の拡大に配慮して、従来のパレードコースから千鳥線ルートを廃止、赤穂城大手門から、お城通りを直進するルートに変更、規模を縮小して実施された。参加者は感染渦前から大幅減の約3万6千人（主催者発表）[9]。
- 令和5年 （2023年）第120回赤穂義士祭：4年ぶりに通常規模で開催。ただし、赤穂市は観戦者へ自主的なマスク着用を呼び掛けた[10]。 参加者は約４万人（主催者発表）[11]で、行政などからの密を避ける旨指導などもあり、コロナ前の通常開催での１０万人規模の四割弱[12]。
- 令和6年 （2024年）第121回赤穂義士祭：大石内蔵助役で俳優の内藤剛志が参加。姉妹都市の笠間市から交流会長ほか参加。同日、剣道大会・柔道大会も実施。

## 交通アクセス
- お城通り周辺までJR赤穂線 播州赤穂駅から南へ徒歩7分

## 全国の義士祭
義士祭は、日本各地の忠臣蔵ゆかりの地でも行われている。赤穂事件が発生した12月14日 (旧暦)に合わせて行われることが多い。
- 北海道義士祭 - 北海道砂川市の北泉岳寺周辺で行われている。赤穂浪士の崇拝者だった住職が泉岳寺に義士墓建立と寺名の変更を2代にわたって陳情、昭和28年2月、北泉岳寺への寺名の変更が正式に認められた。昭和31年、泉岳寺にある義士の墓の土を四十七個の木箱にわけて持ち帰り墓所を造営し開眼入魂祭を挙行したのが始まり。義士パレードをはじめ、当り矢そば、お茶席、甘酒の振る舞い、餅まきなどが行われる。
- 笠間義士祭 - 赤穂藩主・浅野家ゆかりの茨城県笠間市で行われる。笠間稲荷門前通りを行進する「義士パレード」（笠間義士会主催）は、2015年で50回目を数え、多くの観光客で賑わう。

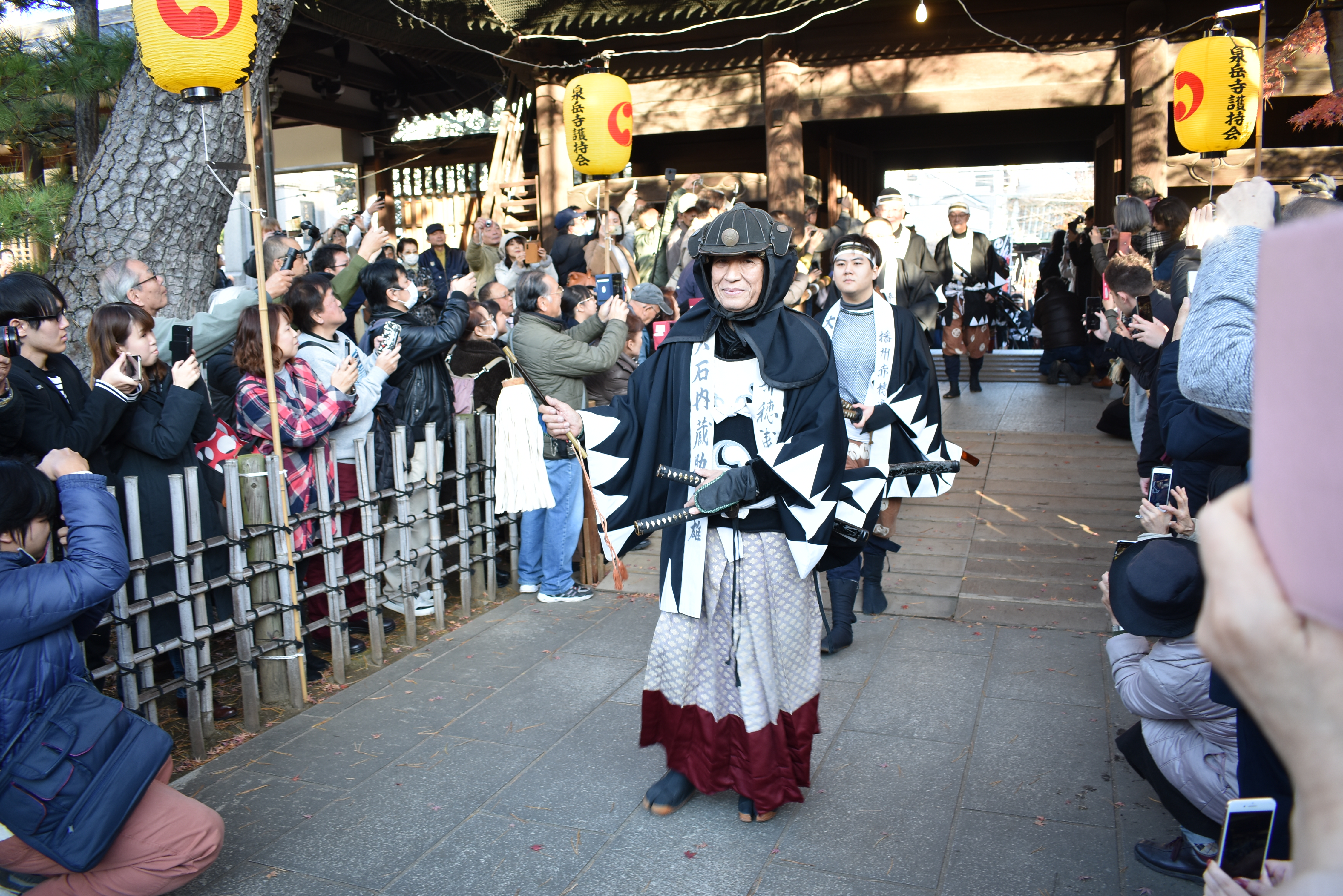
泉岳寺での義士祭の様子（2019年12月14日撮影）

- 泉岳寺赤穂義士祭 - 東京都港区の泉岳寺で行われる。赤穂藩主浅野家の菩提寺でもあったことから、赤穂事件の後は赤穂四十七義士の墓所となった。事件から50年後に歌舞伎「仮名手本忠臣蔵」の興行が盛んになるにつれて、寺主催の定期的な行事が始まった。浅野長矩公墓前供養、義士追善供養祭の他、献茶式や義士行列が行われる。（画像参照）
- 本所松坂町公園義士祭 - 吉良邸の跡地の一角に造られた本所松坂町公園（東京都墨田区）で行われる赤穂四十七義士の供養祭。両国連合町会の主催で、昭和9年（1934年）に始まったとされる。当日は多数の出店などがあり、全国から多くの観光客で賑わいを見せる。14日の義士祭に合わせた週末の土日には、吉良祭・元禄市と吉良神社（神社合祀により吉良邸内稲荷社）での戦死者供養も行われる。
- 新発田義士祭 - 堀部武庸の生誕地である新潟県新発田市で開催。生家・中山家の菩提寺である長徳寺を中心に、武庸を偲んでの法要・剣武・居合・詩吟等の他、赤穂義士に扮した少年少女剣士による市中パレードがある。
- 山科義士まつり - 昭和49年、この地に隠棲した大石内蔵助を偲んで、義士ゆかりの寺院も多く点在する京都市山科区周辺で始まった祭り。義士行列が毘沙門堂を出発、47士の遺髪が納められている浅野家の菩提寺瑞光院での法要後、子供義士行列などが加わり、岩屋寺、大石神社までをパレードする。
- 法住寺義士会法要 - 京都府京都市東山区にある法住寺で行われる。山科に閑居していた内蔵助が法住寺の身代り不動尊に参拝していたと伝えられ、四十七士木像御宝前にて法要の後、討入りそばやお茶席などの接待がある。
- 四十七士記念義士祭 - 京都市左京区にある義士の寺とも呼ばれる本妙寺で行われる京都義士会主催の義士祭。毎年12月14日には義士追悼法要の他、琵琶の奉納演奏や、義士の木像が置かれた宝物館（義士堂）において数々の義士遺品、遺墨を展示公開している。寺には吉田忠左衛門とその子吉田沢右衛門、忠左衛門の実弟で母方貝賀新兵衛の家を継いだ貝賀弥左衛門の三義士、貝賀の妻の墓がある。
- 大阪義士祭 - 大阪府天王寺区にある、赤穂藩浅野家の祈願所であった吉祥寺で行われる。子供義士時代行列の他、武道、太鼓、吟詠、落語などの奉納が行われ、討入そばの接待がある。毎年、赤穂からの交流大使が参加し赤穂義士会からの親書が伝達される。
- 古市義士祭 - 兵庫県丹波篠山市。不破数右衛門ゆかりの宗玄寺を中心に行われる。子供義士行列が行われ、義士そばが振舞われる。
- 加東市赤穂義士祭 - 兵庫県加東市家原にある浅野家の祈願所であった観音寺で行われる。義士祭では追善法要のほか、少年剣道大会や中学駅伝大会などが開かれる。
- 久学寺義士祭 - 兵庫県加西市上芥田町にある、浅野家ゆかりの三がく寺（花岳寺、泉岳寺）の一つ、河上山久学寺で行われる。追善法要や講話、尺八演奏などがあり、小野寺十内の菩提寺である、多聞寺でも義士供養祭が行われる。加西市は2017年10月に行われた第29回義士親善友好都市交流会議の開催都市でもある。
- 三原義士祭 - 広島県三原市にある宗光寺を中心に行われる。芸州浅野家の城下であり『仮名手本忠臣蔵』の作者の一人並木宗輔ゆかりのまちであることから、大正13年（1924年）から行われ、一時期途絶えたが、平成28年（2016年）に復活した。旧暦の12月14日にあたる1月23日に行われる。
- 赤穂義士討入り大祭 - 広島県広島市にある、浅野家ゆかりの明星院で行われる。本堂には原爆の被害から焼失を免れた赤穂浪士の木像が保存されており、子供義士行列や、討入りそばの接待、お茶席などがある。
- 松山義士祭 - 愛媛県松山市末広町にある興聖寺周辺で行われる。討ち入り後、松山藩江戸屋敷にお預けになった10士のうち、木村岡右衛門貞行と大高源吾忠雄の遺髪を、２士の介錯人である宮原久太夫頼安の菩提寺である興聖寺に埋葬した由縁で行われている。義士の慰霊法要のあと討ち入りそばが振る舞われる。
- 福岡義士祭 - 福岡県福岡市にある興宗寺で行われる。昭和になって泉岳寺にある赤穂四十七士の墓と同じ様式の墓所が興宗寺境内に復元されたのを機に、毎年12月14日に義士祭が開催されている。黒田藩に伝わる砲術｢陽流抱え大筒｣の奉納披露が行われ、討ち入りそばやかゆが振舞われる。
- 津屋崎義士祭 - 福岡県津屋崎（現福津市）で行われる義士遺徳祭。大正2年（1913年）に、桃中軒雲右衛門の浪曲『義士銘々伝』に感銘を受けた地元実業家、児玉恒次郎が泉岳寺に分霊を懇願し創建されたという新泉岳寺周辺で行われている。赤穂浪士を題材にした詩吟や剣舞が行われ、そばやぜんざいのふるまいなどがある。
- 若松忠臣蔵 - 福岡県北九州市若松区にある恵比須神社において、昭和62年頃より行われる赤穂義士を称える伝統行事。建物が国の登録有形文化財でもある創業120年を誇る老舗料亭「金鍋」で、四十七士の名前と家紋が入った会津塗の膳が発見されたことが由縁とされる。

### 終了した義士祭
- 大石りくまつり - 毎年10月、大石良雄の妻・りくの出生地の豊岡市で行われていた。2017年開催の第20回をもって終了した[13]。
- 三次義士祭 - 広島県三次市にある芸州浅野藩の菩提寺鳳源寺を中心に行われていた。浅野内匠頭長矩の正室阿久利の里。平成26年（2014年）で終了。「三次きんさい祭り」も休止中。
- 山鹿義士まつり - 熊本県山鹿市にある日輪寺を中心とした義士まつり（毎年2月4日）。江戸の細川藩邸で赤穂義士の接待役を務めた堀内伝右衛門が赤穂義士の義挙に感銘を受け、遺髪塔を日輪寺に建立したとされる。赤穂十七義士慰霊祭として「蕎麦振る舞い」などがあったが、2021年で終了している[14]。

### 中止になった義士祭
- 2020年度 赤穂 春の義士祭 - 赤穂大石神社は2020年3月18日に、新型コロナウイルスの感染拡大を防ぐため、同年4月12日に開催予定だった「春の義士祭」の中止を決めた[15]。また、同年5月5日の「大石力（主税）餅」も中止が発表[16]。
- 同年度 第117回赤穂義士祭 - 赤穂市は2020年8月28日に、新型コロナウイルス感染症の収束が見通せない状況にあるため、令和2年度12月14日の赤穂義士祭におけるパレード、会場行事については中止を発表した[17]（本記事「特別招待・演出」も参照）。この中止を受けて一部有志によってオンライン義士祭が開催された。
- 2021年度 赤穂 春の義士祭 - 赤穂大石神社は2021年3月6日に、同じく新型ウイルス感染症の患者増大を理由に、同年4月11日に開催予定だった「春の義士祭」の中止を決めた[18]。
- 2021年度 第118回赤穂義士祭 - 令和3年度12月14日、規模を縮小してマスク着用で赤穂高校有志による赤穂城練り歩きのみ実施。恒例のパレード、会場行事は昨年に引き続き中止。
- 2022年度 赤穂 春の義士祭 - 同神社は2022年3月9日に、同感染症の収束が見通せないとして、同年4月9日に開催予定の「春の義士祭」の中止を決めた。同祭は2019年から４年連続の中止[19]。

## 義士親善友好都市交流会議
- 通称「忠臣蔵サミット」。平成元年に兵庫県赤穂市の呼びかけにより、「赤穂義士ゆかりの地」の所在する全国の自治体が、親善と友好を深めながら情報交換を行い、地域の活性化と発展向上のために相互協力していくことを目的に創設。毎年、一回開催される忠臣蔵サミットは加盟自治体のひとつが開催地となっている。
- 北海道砂川市 岩手県一関市 栃木県大田原市 茨城県笠間市 茨城県桜川市 群馬県安中市 群馬県藤岡市 東京都千代田区 東京都中央区 東京都港区 東京都新宿区 東京都墨田区 東京都豊島区 新潟県新潟市 新潟県新発田市 長野県諏訪市 愛知県南知多町 愛知県西尾市 滋賀県大津市 滋賀県野洲市 京都市山科区 兵庫県赤穂市 兵庫県明石市 兵庫県相生市 兵庫県豊岡市 兵庫県加西市 兵庫県加東市 兵庫県丹波篠山市 岡山県津山市 広島県三次市 長崎県平戸市 熊本県山鹿市以上、加盟自治体（32市区町、2021年末現在）。
- 現在、兵庫県多可町[20]、香川県小豆島町[21]と土庄町が参加調整中[22] 。将来的には中国・武林市（wu lin）、韓国・ソウル特別市（ハンソンブ）[23]などの参加も計画されている。(平成29年調べ)。
- 西尾市（旧・吉良町）、一関市、墨田区、千代田区[24]、中央区[25]、新宿区[26]、豊島区[27]、安中市[28]、藤岡市、諏訪市、新潟市[29]、平戸市[30]などが、過去の恩讐を越え参加いただいている。
  - 一方、義央の菩提寺・万昌院がある中野区（天領）、義士祭当日に先祖の供養がある米沢市（上杉家）[31]及び鹿児島市（島津家）[32]、泉岳寺により寄進の梵鐘を廃棄されてしまった[33] 熊本市（細川家）、松の廊下で毛利師就が刃傷を受けた下関市と小林平八郎の曽孫遺品を有し松陰神社が吉良領に建つ[34]萩市（毛利家）、浪人や町人の集団に江戸藩邸を襲撃され屋敷を移動した岡崎市および浜松市（水野家）[35]、家中に大石氏があるも一貫して吉良方に与した弘前市（津軽家）、再興された高家吉良氏の領地があった世田谷区と横浜市（蒔田流吉良家）は、参加辞退の立場を変えていない。
  - また、義士を粗略に扱い非難された松山市（久松家）、吉良と親密だった吉田町（伊達家）、脇坂赤穂事件のたつの市（脇坂家）[36]については自治体レベルの交渉自体が記されていない（民間レベルでの各市との交流はある[37]。前項の興聖寺による松山義士祭も参照）。
  - 義士を尊敬し同じデザインの衣装に因む新選組を擁した会津若松市（松平家）、赤穂藩の宗家である広島市（浅野家）[38]については、それぞれ長州やアメリカとの複雑な関係、「平和市長会議」のホストという立場[39]などから参加可否の検討段階までに至っていない[40]。